# Portrait de Streatham
Le portrait « de Streatham » (en anglais : « Streatham » portrait) est une peinture à l'huile sur panneau datant des années 1590. Il s'agirait d'une copie d'un portrait de la noble Jeanne Grey.
Montrant une représentation de trois-quarts d'une jeune femme en costume d'époque Tudor tenant un livre de prières, avec l'inscription peu abîmée « Lady Jayne » ou « Lady Iayne » dans le coin supérieur gauche, il s'agirait du premier portrait posthume connu de Jeanne Grey.
Le portrait est exposé, depuis janvier 2015, dans la salle no 3 de la National Portrait Gallery de Londres. Il porte ce nom en référence à son lieu de découverte dans les années 2000, chez un collectionneur de Streatham.